# Axel Rutensköld (militär)
Axel Rutensköld, född omkring 1670, död 7 december 1735 på Säter i Eskilsäters socken, var en svensk militär.
Axel Rutensköld var son till överstelöjtnant Göran Rutensköld och Margareta Silfverswärd. Han blev volontär vid livgardet 1686, furir vid Älvsborgs regemente 1689, fänrik där 1691, och erhöll 1695 permission att gå i utländsk tjänst. Rutensköld blev 1695 löjtnant vid Erik Sparres regemente i fransk tjänst, kapten där 1696, löjtnant vid Älvsborgs regemente samma år i mars och erhöll avsked från sin fransk tjänst 1697. Han blev kapten vid Västgöta femmänningsinfanteriregemente 1703, major där 1707, överstelöjtnant 1710, och var överste och chef för Halländska infanteriregementet 1712–1717. Han skrev sig till Hinderstorp i Häggesleds socken.